# Santeria
 Der er for få eller ingen kildehenvisninger i denne artikel, hvilket er et problem. Du kan hjælpe ved at angive troværdige kilder til de påstande, som fremføres i artiklen.

Santeria er en afro-cubansk religion, der kom til Cuba med slaverne fra Afrika. Da de fik forbud mod at dyrke deres guder, blandede de Santeriaens Orishas sammen med katolicismens helgener, så de kunne dyrke deres tro i al hemmelighed.
Slaverne var hovedsageligt af Yoruba-stammen – et folk, som havde regeret hele vest-Afrika i mere end 900 år. De havde opbygget en gudereligion, som minder meget om den nordiske, el. den græske gude-panteon. F.eks. er Changu tordenguden, med sine dobbeltøkser, men han er for lunefuld ("capricioso, bruto") til at kunne tage noget ansvar. De ansvarlige er: Oggún, Ochosi, og Elegguá. Disse bliver også kaldt Los Guerreros, Krigerne.
Da de kom til Cuba blev et stort slag udkæmpet mellem forskellige vestafrikanske folkeslag, og dem der vandt solgte de tabende folk til europæere som slaver. Efter at have overlevet turen over Atlanterhavet, var slaverne tvunget til at konvertere til den katolske tro før de måtte betræde den jord de kom ind på. Imidlertid bibeholdt de deres "åndedyrkelse" i det skjulte, og senere fik de lov til at dyrke dem i kirkerne. Hermed opstod Santeria-religionen, som en synkretisme mellem de afrikanske Orishas, og de katolske helgener og Jomfru-åbenbaringer.
| Religion | Spire Denne religionsartikel er en spire som bør udbygges. Du er velkommen til at hjælpe Wikipedia ved at udvide den. |